# Carl Spitzweg
Carl Spitzweg (München, 1808. február 5. – München, 1885. szeptember 23.) német festő.

## Életpályája
Eleinte patikusként dolgozott a Királyi Udvari Apotékában, majd botanikát és kémiát tanult a Müncheni Egyetemen, ahol kiváló eredménnyel végzett. 1835-től kizárólag festészettel foglalkozott. Apró, rendkívüli finomsággal kidolgozott képeinek tárgyát többnyire a német kisvárosi életből vette. Korai stílusa a biedermeierhez sorolható.
Realisztikus tárgyú képei mellett romantikus erdei, hegyes tájképeket is festett, amelyeket sárkányok, remeték stb. népesítenek be. Számos rajzot készített a Fliegende Blätter számára is. Kiváló műveinek reprodukcióit adta közre a Spitzweg-Album (München, 1890) és a X.-Mappe (uo. 1890).

## Ismert képei
- A szegény költő
- Az öreg írnok
- A könyvmoly
- Az özvegy
- A rendőr
- Az udvarias agglegény
- A gyermekek és a gólya
- Az éjjeli őr
- A levélhordó

Reggeli hangverseny
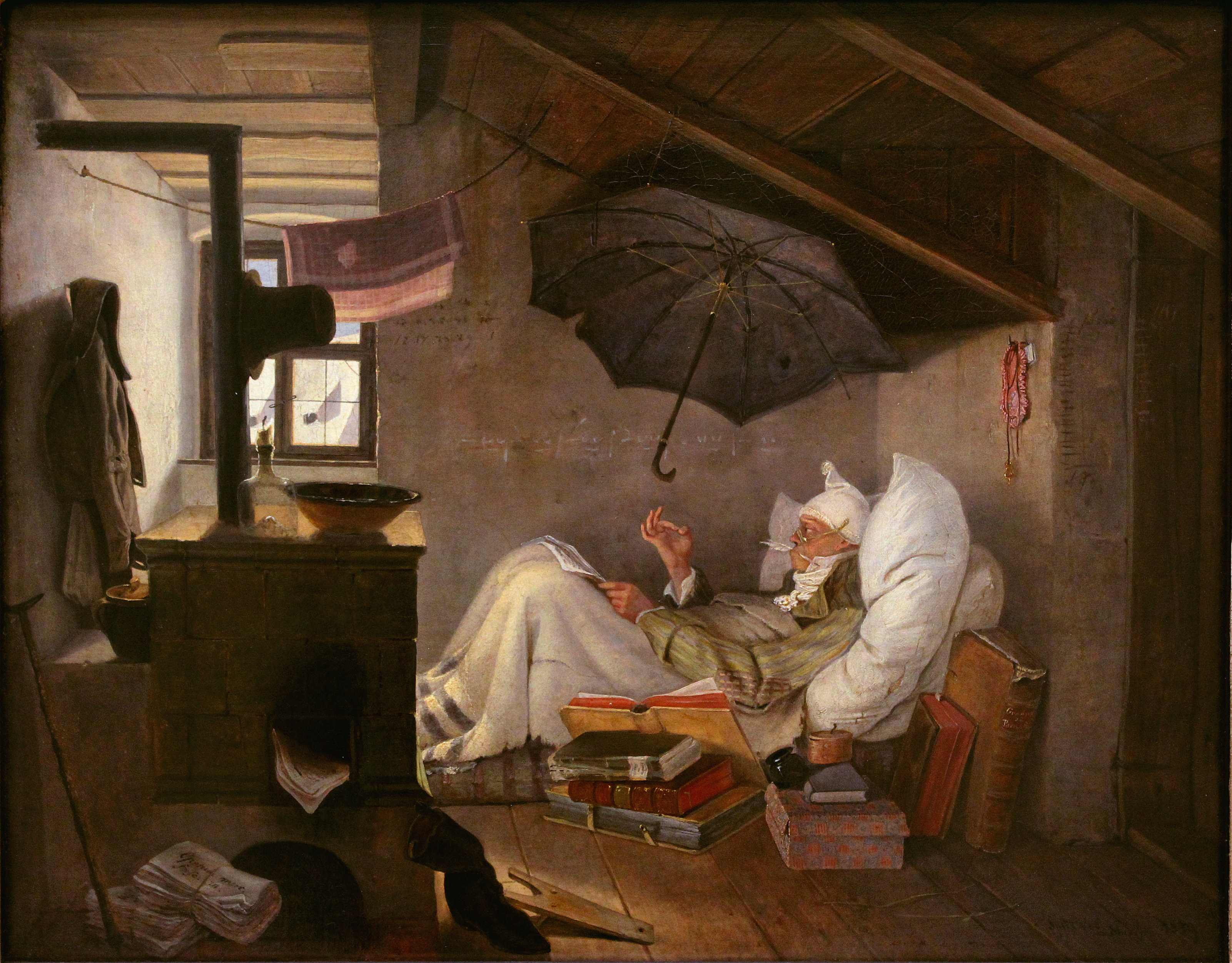
A szegény költő
A könyvmoly

- Reggeli hangverseny
- A szegény költő
- A könyvmoly